# Artit Promkun
Artit Promkun (thailändisch อาทิตย์ พรหมขันธ์, * 7. Mai 1995 in Rayong) ist ein thailändischer Fußballspieler.

## Karriere
Artit Promkun erlernte das Fußballspielen in der Jugendmannschaft von Buriram United. Hier stand er bis Ende 2014 unter Vertrag. Der Verein aus Buriram spielte in der ersten Liga, der Thai Premier League. Die Saison 2014 wurde er an den Surin City FC ausgeliehen. Der Verein aus Surin spielte in der dritten Liga, der damaligen Regional League Division 2, in der North/Eastern Region. Nach der Ausleihe wurde er Anfang 2015 von Surin fest verpflichtet. 2018 wechselte er in die zweite Liga. Hier schoss er sich dem Angthong FC aus Angthong an. Am Ende der Saison musste er mit Angthong in die dritte Liga absteigen. Der Viertligist Satun United FC aus Satun nahm ihn Anfang 2019 unter Vertrag. Mit dem Verein wurde er Ende 2019 Meister der Southern Region der Thai League 4. 2020 zog es ihn an die thailändische Ostküste. Hier nahm ihn der Viertligist Pattaya Discovery United FC aus Pattaya unter Vertrag. Nach zwei Viertligaspielen wechselte er zum 1. Juli 2020 zum Zweitligisten Kasetsart FC nach Bangkok. Für Kasetsart absolvierte er elf Zweitligaspiele. Im Mai 2021 unterzeichnete er einen Vertrag beim Erstligisten Police Tero FC. Hier kam er jedoch nicht zum Einsatz. Im Juli 2022 verpflichtete ihn der Drittligist Young Singh Hatyai United. Mit dem Verein spielt er in der Southern Region der Liga. Für den Aufsteiger bestritt er zehn Ligaspiele. Nach der Hinrunde wechselte er im Dezember zum Ligakonkurrenten Pattani FC. Hier kam er in sechs Ligaspielen zum Einsatz. Zu Beginn der Saison 2023/24 wechselte er im Sommer zum ebenfalls in der Southern Region spielenden Songkhla FC. Am Ende der Saison 2023/24 wurde er mit dem Klub aus Songkhla Meister der Region. In den Aufstiegsspielen zur zweiten Liga konnte man sich jedoch nicht durchsetzen. Nach 23 Ligaspielen verließ er den Verein und schloss sich im Juli 2024 dem Zweitligisten Phrae United FC an.

## Erfolge
Satun United FC
- Thai League 4 – South: 2019

Songkhla FC
- Thai League 3 – South: 2023/24